# Acentrogobius multifasciatus
 Acentrogobius multifasciatus  es una especie de pez de la familia de los Gobiidae en el orden de los Perciformes.

## Hábitat
Es un pez de clima tropical y demersal.

## Distribución geográfica
Se encuentran en las Islas Ryukyu, las Filipinas y Singapur. 

## Observaciones
Es inofensivo para los humanos. 